# Kanton Saint-Chély-d’Aubrac
Der Kanton Saint-Chély-d’Aubrac war bis 2015 ein französischer Wahlkreis im Département Aveyron und in der Region Midi-Pyrénées. Er umfasste zwei Gemeinden im Arrondissement Rodez; sein Hauptort (frz.: chef-lieu) war Saint-Chély-d’Aubrac. Die landesweiten Änderungen in der Zusammensetzung der Kantone brachten im März 2015 seine Auflösung. Vertreter im conseil général des Départements war zuletzt von 2008 bis 2015 Jean-Claude Fontanier.

## Gemeinden
| Gemeinde             | Einwohner Jahr | Fläche km² | Bevölkerungsdichte | Code INSEE | Postleitzahl |
| -------------------- | -------------- | ---------- | ------------------ | ---------- | ------------ |
| Condom-d’Aubrac      | 307 (2013)     | 46,1       | 7 Einw./km²        | 12074      | 12470        |
| Saint-Chély-d’Aubrac | 539 (2013)     | 78,7       | 7 Einw./km²        | 12214      | 12470        |